# Salinas de Ojos Negros

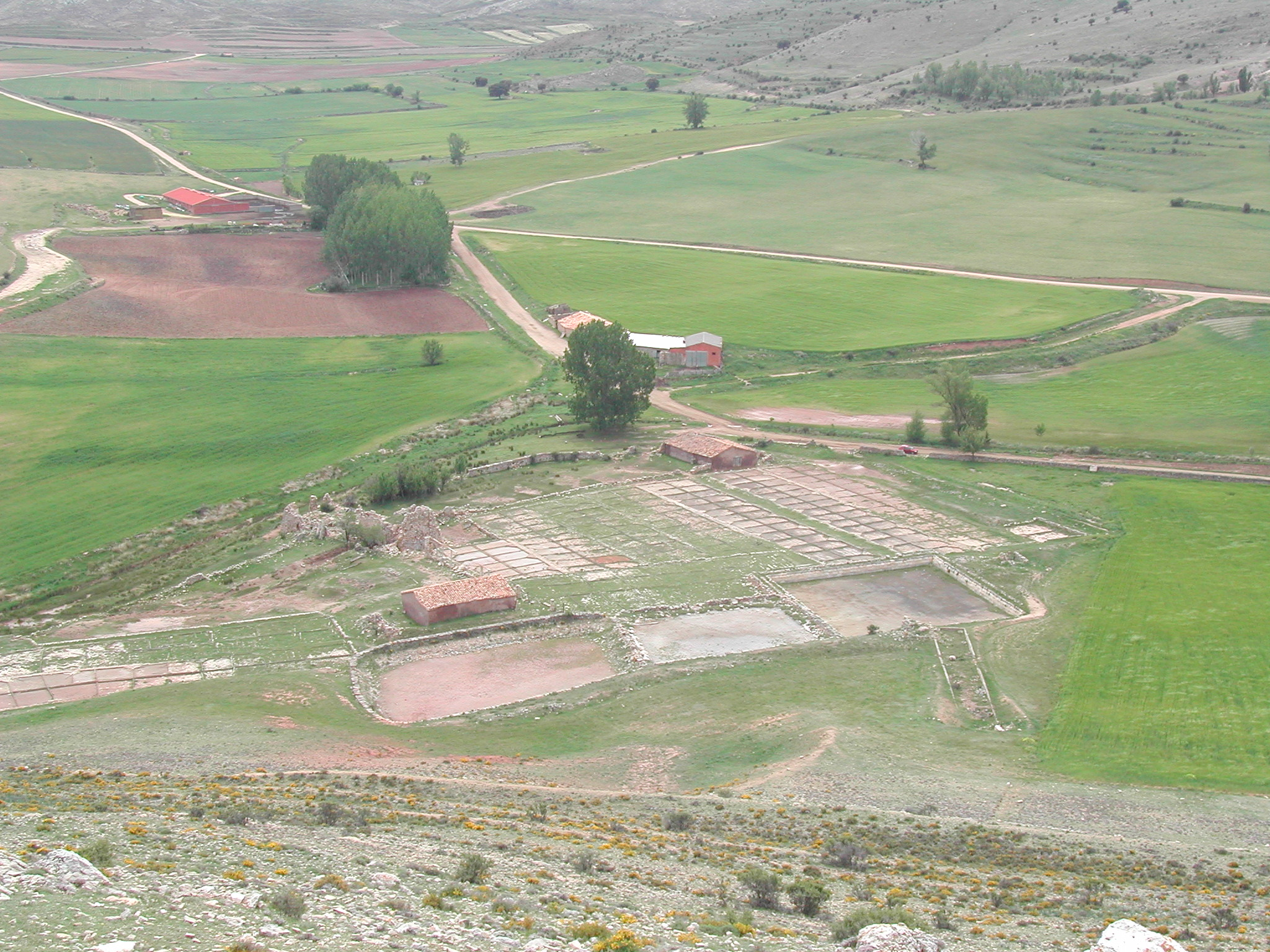
Salinas de Ojos Negros

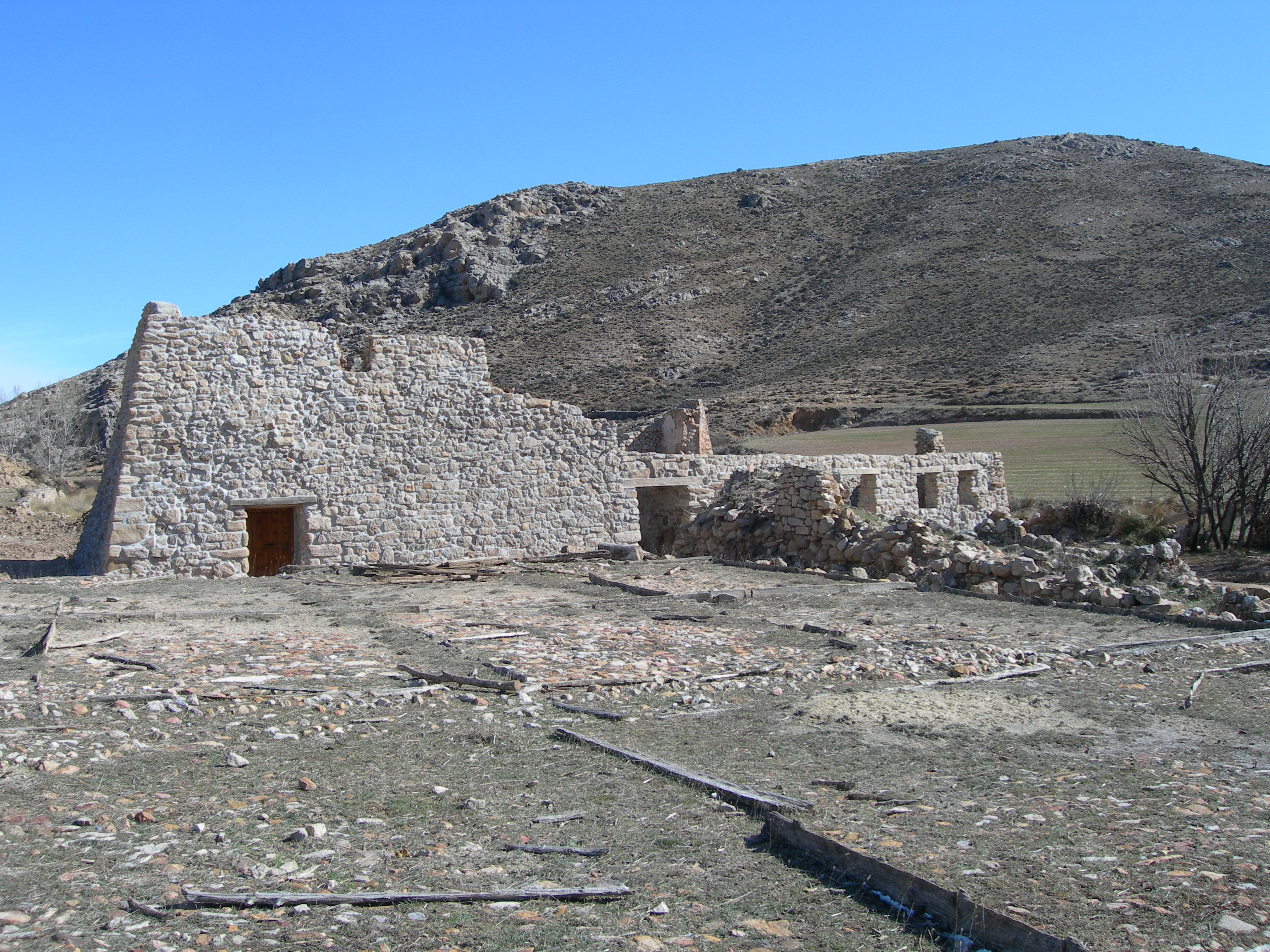
Detalle del pozo del agua salada

Las Salinas de Ojos Negros son una instalación industrial muy interesante, desde un punto de vista de la naturaleza y como antiguo elemento etnológico situados en el municipio de Ojos Negros (Teruel).
El conjunto de las salinas es muy extenso, diferenciándose varias partes. La primera sería el pozo, situado en la parte norte, de planta rectangular y grandes proporciones, realizado en mampostería. El agua salada era extraída mediante una noria de sangre. En el año 1614 se describía del siguiente modo: 

dentro de los términos del lugar de Ojos Negros y en la partida llamada Ferrera ha estado y está y consiste un pozo siquiere fuente muy grande y en él ha habido y hay y nace y naturalmente mana mucha y muy grande abundancia y cantidad de agua salada, la cual sacada de dicho pozo y puesta y echada en ciertar eras y balsas y otros edificios que para dicho efecto y ministerio dentro de la dicha partida de Ferrera hay y se ha cuajado y cuaja y de ella se ha hecho y se hace y se ha formado y forma mucha y muy grande cantidad de sal muy buena y saludable.

A través de unas canalizaciones el agua salada eran conducida hasta las balsa de almacenamiento, tres en total y de considerables dimensiones. De éstas se distribuía a través de canalizaciones a los diferentes balsetes de desecación, dispuestos a ambos lados de una canalización de madera, alternando en perpendicular senda, fila de balsetes, canal y otra fila de balsetes. El procedimiento era llenar los balsetes con el agua procedente del pozo y almacenada en las balsas. Una vez llenos se esperaba a que la evaporación del agua permitiera recoger la sal. Por este motivo, estos balsetes estaban empedrados, de manera que la sal no se mezclaba con la tierra del suelo.
Hay además otras construcciones que servían de almacén para la sal una vez extraída y viviendas para el administrador.

## Valores naturales
El enclave se halla ubicado en las estribaciones nororientales de Sierra Menera, entre las Minas de Ojos Negros y Pozuel del Campo. En esta zona hay arcillas ricas en sales y las aguas subterráneas las han disuelto; cuando salen en el manantial son recogidas por unos canales y se llevaban a unas balsas para que se evaporara el agua y se quedar la sal precipitada. Se aprovechan desde la Edad Media y se abandonaron hace solo unos pocos años. Aún quedan edificios de la antigua explotación (Casas de las Salinas). Fueron muy importantes y una fuente de riqueza. La sal se aprovechaba para el ganado y también se exportaba. 
El entorno son cerros arcillosos que tiene aliagar y pequeñas plantas de ambientes muy soleados y secos. Allí pastan las ovejas. En las zonas bajas dominan los campos de secano (cereal).
Pocas plantas pueden vivir en suelos salinos. Solo plantas muy bien adaptadas algunas propias de las costas. En las Salinas viven algunas muy interesantes y escasas en la provincia de Teruel ya que aquí son raros estos ambientes.
En las antiguas salinas de Ojos Negros hay una pequeña, pero valiosa muestra de
vegetación halófila entre las balsas y en los prados contiguos. Enorme interés florístico presenta una serie de pequeñas balsas estacionales de aguas algo salobres en cuyas orillas se dan especies valiosas como Marsilea strigosa, Exacullum pusillum o Elatine macropoda, incluidas algunas en el catálogo aragonés de flora amenazada.

## Historia de las salinas
Las salinas de Ojos Negros fueron posiblemente explotadas por los celtíberos, romanos y posiblemente árabes. No se poseen datos fehacientes de este momento ni aparecen citadas en las fuentes documentales clásicas, pero la existencia de un despoblado de época celtibérica en el Cerro de las salinas, con continuación en la ocupación hasta el medievo, a escasos 150 metros del pozo salado, es sintomático de un antiguo interés por su explotación.
Las salinas de Ojos Negros aparecen documentadas en la Baja Edad Media, cuando pertenecían a Juan Fernández de Heredia, señor de Mora de Rubielos. En el año 1376 pagaban un canon anual a la Colegiata de Santa María de Daroca por un censal cargado sobre las salinas.
El 15 de junio de 1401 el señor de Rubielos decide vender a la Comunidad de aldeas de Daroca el castillo y lugar de Mierla y de las salinas de Ojos Negros, por precio de 50.000 sueldos jaqueses. Para hacer frente a este enorme desembolso financiero, la Comunidad tuvo que pedir dinero prestado a Gil Ruiz de Liori, gobernador de Aragón y, aun así, hubo años en que no pudo pagar los intereses, teniendo que recurrir a nuevos empréstitos. En el año 1476 seguían en poder de la Comunidad.
A finales de la Edad Media fueron adquiridas por Jerónimo de la Ram, quien las donó a la Compañía de Jesús para fundar un colegio en Cariñena. Como muchas otras salinas de Aragón estuvieron siempre en manos privadas, aunque el Rey ejercía el monopolio de la distribución de la sal.
En 1709, todas las salinas aragonesas pasaron a ser propiedad de la Corona, aplicando la legislación castellana. A partir de este momento la Corona nombró a un interventor y guardia real para controlar la explotación, arrendando a terceras personas los procesos de extracción y distribución.
Las salinas estuvieron en funcionamiento hasta mediados del siglo XX. En los últimos años se han realizado algunas intervenciones para hacerlas visitables.